# 2015-ös NBA-döntő
A 2015-ös NBA-döntő az észak-amerikai kosárlabda-bajnokság 2014–15-ös szezonjának 4 győzelemig tartó döntője, melyet a Keleti és a Nyugati főcsoport győztese, a Cleveland Cavaliers és a Golden State Warriors játszott egymással június 4-étől 16-áig. A párharcot a Golden State Warriors nyerte 4–2-es összesítéssel és ezzel negyedik alkalommal nyerték meg a bajnokságot.

## Út a döntőig

### Alapszakasz
- z – Hazai pálya előny az egész rájátszásban
- c – Hazai pálya előny a főcsoportdöntőig
- y – Csoportgyőztes
- x – Rájátszásba jutott

| Keleti főcsoport |                         |    |    |       |    |
| Hely.            | Csapat                  | Gy | V  | %     | GB |
| 1.               | (c) Atlanta Hawks       | 60 | 22 | 73,2% | —  |
| 2.               | (y) Cleveland Cavaliers | 53 | 29 | 64,6% | 7  |
| 3.               | (x) Chicago Bulls       | 50 | 32 | 61,0% | 10 |
| 4.               | (y) Toronto Raptors     | 49 | 33 | 59,8% | 11 |
| 5.               | (x) Washington Wizards  | 46 | 36 | 56,1% | 14 |
| 6.               | (x) Milwaukee Bucks     | 41 | 41 | 50,0% | 19 |
| 7.               | (x) Boston Celtics      | 40 | 42 | 48,8% | 20 |
| 8.               | (x) Brooklyn Nets       | 38 | 44 | 46,3% | 22 |
|                  |                         |    |    |       |    |
| 9.               | Indiana Pacers          | 38 | 44 | 46,3% | 22 |
| 10.              | Miami Heat              | 37 | 45 | 45,1% | 23 |
| 11.              | Charlotte Hornets       | 33 | 49 | 40,2% | 27 |
| 12.              | Detroit Pistons         | 32 | 50 | 39,0% | 28 |
| 13.              | Orlando Magic           | 25 | 57 | 30,5% | 35 |
| 14.              | Philadelphia 76ers      | 18 | 64 | 22,0% | 42 |
| 15.              | New York Knicks         | 17 | 65 | 20,7% | 43 |

| Nyugati főcsoport |                            |    |    |       |    |
| Hely.             | Csapat                     | Gy | V  | %     | GB |
| 1.                | (z) Golden State Warriors  | 67 | 15 | 81,7% | —  |
| 2.                | (y) Los Angeles Clippers   | 56 | 26 | 68,3% | 11 |
| 3.                | (x) Houston Rockets        | 56 | 26 | 68,3% | 11 |
| 4.                | (y) Portland Trail Blazers | 51 | 31 | 62,2% | 16 |
| 5.                | (x) Memphis Grizzlies      | 55 | 27 | 67,1% | 12 |
| 6.                | (x) San Antonio Spurs      | 55 | 27 | 67,1% | 12 |
| 7.                | (x) Dallas Mavericks       | 50 | 32 | 61,0% | 17 |
| 8.                | (x) New Orleans Pelicans   | 45 | 37 | 54,9% | 22 |
|                   |                            |    |    |       |    |
| 9.                | Oklahoma City Thunder      | 45 | 37 | 54,9% | 22 |
| 10.               | Phoenix Suns               | 39 | 43 | 47,6% | 28 |
| 11.               | Utah Jazz                  | 38 | 44 | 46,3% | 29 |
| 12.               | Denver Nuggets             | 30 | 52 | 36,6% | 37 |
| 13.               | Sacramento Kings           | 29 | 53 | 35,4% | 38 |
| 14.               | Los Angeles Lakers         | 21 | 61 | 25,6% | 46 |
| 15.               | Minnesota Timberwolves     | 16 | 66 | 19,5% | 51 |

### Rájátszás
| Cleveland Cavaliers | Cleveland Cavaliers | Cleveland Cavaliers |
| ------------------- | ------------------- | ------------------- |
| Keleti főcsoport    |                     |                     |
| Forduló             | Ellenfél            | Eredmény            |
| Első kör            | Boston Celtics      | 4–0                 |
| Főcsoport-elődöntő  | Chicago Bulls       | 4–2                 |
| Főcsoport-döntő     | Atlanta Hawks       | 4–2                 |

| Golden State Warriors | Golden State Warriors | Golden State Warriors |
| --------------------- | --------------------- | --------------------- |
| Nyugati főcsoport     |                       |                       |
| Forduló               | Ellenfél              | Eredmény              |
| Első kör              | New Orleans Pelicans  | 4–0                   |
| Főcsoport-elődöntő    | Memphis Grizzlies     | 4–2                   |
| Főcsoport-döntő       | Houston Rockets       | 4–1                   |

## A döntő
A hazai csapat másodikként szerepel. Valamennyi időpont a keleti parti idő szerint van feltüntetve.

### 1. mérkőzés
| 2015. június 4. 21:00            | Cleveland Cavaliers                            | 100–108 (h. u.) | Golden State Warriors | Oracle Arena, Oakland, Kalifornia Nézőszám: 19 596 Játékvezetők: Monty McCutchen, James Capers, Jason Phillips |
| 2015. június 4. 21:00            | (29–19, 22–29, 22–25, 25–25, 2–10) Jegyzőkönyv |                 |                       | Oracle Arena, Oakland, Kalifornia Nézőszám: 19 596 Játékvezetők: Monty McCutchen, James Capers, Jason Phillips |
| 2015. június 4. 21:00            | LeBron James 44                                | Pont            | Stephen Curry 26      | Oracle Arena, Oakland, Kalifornia Nézőszám: 19 596 Játékvezetők: Monty McCutchen, James Capers, Jason Phillips |
| 2015. június 4. 21:00            | Tristan Thompson 15                            | Lepattanó       | Andrew Bogut 7        | Oracle Arena, Oakland, Kalifornia Nézőszám: 19 596 Játékvezetők: Monty McCutchen, James Capers, Jason Phillips |
| 2015. június 4. 21:00            | Irving, James 6                                | Gólpassz        | Stephen Curry 8       | Oracle Arena, Oakland, Kalifornia Nézőszám: 19 596 Játékvezetők: Monty McCutchen, James Capers, Jason Phillips |
| Golden State Warriors vezet, 1–0 |                                                |                 |                       | Oracle Arena, Oakland, Kalifornia Nézőszám: 19 596 Játékvezetők: Monty McCutchen, James Capers, Jason Phillips |

### 2. mérkőzés
| 2015. június 7. 20:00 | Cleveland Cavaliers                          | 95–93 (h. u.) | Golden State Warriors | Oracle Arena, Oakland, Kalifornia Nézőszám: 19 596 Játékvezetők: Scott Foster, Tony Brothers, Zach Zarba |
| 2015. június 7. 20:00 | (20–20, 27–25 15–14, 25–28, 8–6) Jegyzőkönyv |               |                       | Oracle Arena, Oakland, Kalifornia Nézőszám: 19 596 Játékvezetők: Scott Foster, Tony Brothers, Zach Zarba |
| 2015. június 7. 20:00 | LeBron James 39                              | Pont          | Klay Thompson 34      | Oracle Arena, Oakland, Kalifornia Nézőszám: 19 596 Játékvezetők: Scott Foster, Tony Brothers, Zach Zarba |
| 2015. június 7. 20:00 | LeBron James 16                              | Lepattanó     | Andrew Bogut 10       | Oracle Arena, Oakland, Kalifornia Nézőszám: 19 596 Játékvezetők: Scott Foster, Tony Brothers, Zach Zarba |
| 2015. június 7. 20:00 | LeBron James 11                              | Gólpassz      | Stephen Curry 5       | Oracle Arena, Oakland, Kalifornia Nézőszám: 19 596 Játékvezetők: Scott Foster, Tony Brothers, Zach Zarba |
| döntetlen állás, 1–1  |                                              |               |                       | Oracle Arena, Oakland, Kalifornia Nézőszám: 19 596 Játékvezetők: Scott Foster, Tony Brothers, Zach Zarba |

### 3. mérkőzés
| 2015. június 9. 21:00          | Golden State Warriors                    | 91–96     | Cleveland Cavaliers | Quicken Loans Arena, Cleveland, Ohio Nézőszám: 20 562 Játékvezetők: Dan Crawford, Marc Davis, Derrick Stafford |
| 2015. június 9. 21:00          | (20–24, 17–20, 18–28, 36–24) Jegyzőkönyv |           |                     | Quicken Loans Arena, Cleveland, Ohio Nézőszám: 20 562 Játékvezetők: Dan Crawford, Marc Davis, Derrick Stafford |
| 2015. június 9. 21:00          | Stephen Curry 27                         | Pont      | LeBron James 40     | Quicken Loans Arena, Cleveland, Ohio Nézőszám: 20 562 Játékvezetők: Dan Crawford, Marc Davis, Derrick Stafford |
| 2015. június 9. 21:00          | Ezeli, Green 7                           | Lepattanó | Tristan Thompson 13 | Quicken Loans Arena, Cleveland, Ohio Nézőszám: 20 562 Játékvezetők: Dan Crawford, Marc Davis, Derrick Stafford |
| 2015. június 9. 21:00          | Stephen Curry 6                          | Gólpassz  | LeBron James 8      | Quicken Loans Arena, Cleveland, Ohio Nézőszám: 20 562 Játékvezetők: Dan Crawford, Marc Davis, Derrick Stafford |
| Cleveland Cavaliers vezet, 2–1 |                                          |           |                     | Quicken Loans Arena, Cleveland, Ohio Nézőszám: 20 562 Játékvezetők: Dan Crawford, Marc Davis, Derrick Stafford |

### 4. mérkőzés
| 2015. június 11. 21:00 | Golden State Warriors                    | 103–82    | Cleveland Cavaliers | Quicken Loans Arena, Cleveland, Ohio Nézőszám: 20 562 Játékvezetők: Joe Crawford, Mike Callahan, Ken Mauer |
| 2015. június 11. 21:00 | (31–24, 23–18, 22–28, 27–12) Jegyzőkönyv |           |                     | Quicken Loans Arena, Cleveland, Ohio Nézőszám: 20 562 Játékvezetők: Joe Crawford, Mike Callahan, Ken Mauer |
| 2015. június 11. 21:00 | Curry, Iguodala 22                       | Pont      | Timofey Mozgov 28   | Quicken Loans Arena, Cleveland, Ohio Nézőszám: 20 562 Játékvezetők: Joe Crawford, Mike Callahan, Ken Mauer |
| 2015. június 11. 21:00 | három játékos 8                          | Lepattanó | Tristan Thompson 13 | Quicken Loans Arena, Cleveland, Ohio Nézőszám: 20 562 Játékvezetők: Joe Crawford, Mike Callahan, Ken Mauer |
| 2015. június 11. 21:00 | Curry, Green 6                           | Gólpassz  | LeBron James 8      | Quicken Loans Arena, Cleveland, Ohio Nézőszám: 20 562 Játékvezetők: Joe Crawford, Mike Callahan, Ken Mauer |
| döntetlen állás, 2–2   |                                          |           |                     | Quicken Loans Arena, Cleveland, Ohio Nézőszám: 20 562 Játékvezetők: Joe Crawford, Mike Callahan, Ken Mauer |

### 5. mérkőzés
| 2015. június 14. 20:00           | Cleveland Cavaliers                      | 91–104    | Golden State Warriors | Oracle Arena, Oakland, Kalifornia Nézőszám: 19 596 Játékvezetők: Monty McCutchen, James Capers, Jason Phillips |
| 2015. június 14. 20:00           | (22–22, 28–29, 17–22, 24–31) Jegyzőkönyv |           |                       | Oracle Arena, Oakland, Kalifornia Nézőszám: 19 596 Játékvezetők: Monty McCutchen, James Capers, Jason Phillips |
| 2015. június 14. 20:00           | LeBron James 40                          | Pont      | Stephen Curry 37      | Oracle Arena, Oakland, Kalifornia Nézőszám: 19 596 Játékvezetők: Monty McCutchen, James Capers, Jason Phillips |
| 2015. június 14. 20:00           | LeBron James 14                          | Lepattanó | Harrison Barnes 9     | Oracle Arena, Oakland, Kalifornia Nézőszám: 19 596 Játékvezetők: Monty McCutchen, James Capers, Jason Phillips |
| 2015. június 14. 20:00           | LeBron James 11                          | Gólpassz  | Andre Iguodala 7      | Oracle Arena, Oakland, Kalifornia Nézőszám: 19 596 Játékvezetők: Monty McCutchen, James Capers, Jason Phillips |
| Golden State Warriors vezet, 3–2 |                                          |           |                       | Oracle Arena, Oakland, Kalifornia Nézőszám: 19 596 Játékvezetők: Monty McCutchen, James Capers, Jason Phillips |

### 6. mérkőzés
| 2015. június 16. 21:00              | Golden State Warriors                    | 105–97    | Cleveland Cavaliers | Quicken Loans Arena, Cleveland, Ohio Nézőszám: 20,562 Játékvezetők: Scott Foster, Marc Davis, Zach Zarba |
| 2015. június 16. 21:00              | (28–15, 17–28, 28–18, 32–36) Jegyzőkönyv |           |                     | Quicken Loans Arena, Cleveland, Ohio Nézőszám: 20,562 Játékvezetők: Scott Foster, Marc Davis, Zach Zarba |
| 2015. június 16. 21:00              | Curry, Iguodala                          | Pont      | LeBron James 32     | Quicken Loans Arena, Cleveland, Ohio Nézőszám: 20,562 Játékvezetők: Scott Foster, Marc Davis, Zach Zarba |
| 2015. június 16. 21:00              | Draymond Green 11                        | Lepattanó | LeBron James 18     | Quicken Loans Arena, Cleveland, Ohio Nézőszám: 20,562 Játékvezetők: Scott Foster, Marc Davis, Zach Zarba |
| 2015. június 16. 21:00              | Draymond Green 10                        | Gólpassz  | LeBron James 9      | Quicken Loans Arena, Cleveland, Ohio Nézőszám: 20,562 Játékvezetők: Scott Foster, Marc Davis, Zach Zarba |
| Golden State Warriors győzelem, 4–2 |                                          |           |                     | Quicken Loans Arena, Cleveland, Ohio Nézőszám: 20,562 Játékvezetők: Scott Foster, Marc Davis, Zach Zarba |